# Ilir Caushllari
Ilir Çaushllari, né à Berat le 5 octobre 1974, est un footballeur albanais à la retraite depuis 2009. Il occupait le poste de milieu de terrain. Il a joué la moitié de sa carrière en Belgique, d'abord au KRC Genk avec qui il dispute un match du tour préliminaire de la Ligue des champions, ensuite dans différents clubs des divisions inférieures.

## Carrière
Ilir Çaushllari débute à seize ans au KS Tomori Berat, un club de première division albanaise. Il y reste jusqu'en 1993 puis quitte le club après sa relégation en deuxième division pour rejoindre le KS Albpetrol Patos, une autre équipe de Division 1. Il dispute notamment les deux rencontres du tour préliminaire de la Coupe des vainqueurs de Coupe, où le club est éliminé directement par le FC Balzers, vainqueur de la Coupe du Liechtenstein. Après une saison, il retourne vers son précédent club, revenu au plus haut niveau. Il n'y joue qu'un an puis tente sa chance à l'étranger en rejoignant le club slovène du NK Korotan Prevalje. Après deux saisons, il est recruté par un autre club du pays, le NK Rudar Velenje. Il remporte avec sa nouvelle équipe la Coupe de Slovénie 1998 et dispute la saison suivante la Coupe des vainqueurs de coupe.
En 1999, il est recruté par le KRC Genk, champion de Belgique en titre. Pour son premier match officiel, il revient en Slovénie à l'occasion du deuxième tour préliminaire de la Ligue des champions, qui voit Genk affronter le Maribor Branik. Le match se termine sur une sévère défaite 5-1 pour Genk, qui ne parviendra pas à inverser le score au match retour. Ilir Çaushllari joue peu avec le Racing Genk et, après une saison, il est prêté au KSV Ingelmunster en Division 2. Il est de nouveau prêté la saison suivante, cette fois au KFC Verbroedering Geel, une autre équipe de deuxième division. Il est loué une troisième et dernière fois en Division 2 pour la saison 2002-2003, à Heusden-Zolder, l'équipe-satellite du KRC Genk. Il aide le club à remporter le tour final de deuxième division, synonyme de première montée parmi l'élite, mais son contrat avec Genk n'est pas prolongé et il se retrouve sans club.
Ilir Çaushllari signe un contrat en 2003 avec le KFC Dessel Sport, qu'il quitte un an plus tard pour rejoindre le KVK Tirlemont, en Division 3. Deux ans plus tard, le club est champion dans sa série et le joueur décide de partir pour le Hoogstraten VV, qui vient d'être relégué en Promotion. En 2008, le club remporte le titre et, comme deux ans plus tôt, Caushllari s'engage pour un nouveau club. Il rejoint cette fois le KFC Sint-Lenaarts, un autre club de quatrième division, où il joue une dernière saison avant de ranger ses crampons.

## Palmarès
Rudar Velenje
- Vainqueur de la Coupe de Slovénie en 1998.

 KVK Tirlemont
- Champion de Division 3 en 2006.

 Hoogstraten VV
- Champion de Promotion en 2008.

## Statistiques
| Saison                | Club                      | Championnat           | Championnat | Championnat | Coupe(s) nationale(s) | Coupe(s) nationale(s) | Supercoupe | Supercoupe | Compétition(s) continentale(s) | Compétition(s) continentale(s) | Compétition(s) continentale(s) | Total | Total |
| Saison                | Club                      | Division              | M.          | B.          | M.                    | B.                    | M.         | B.         | Comp.                          | M.                             | B.                             | M.    | B.    |
| 1990-1991             | Tomori Berat              | Superliga             | -           | -           | -                     | -                     | -          | -          | -                              | -                              | -                              | 0     | 0     |
| 1991-1992             | Tomori Berat              | Superliga             | -           | -           | -                     | -                     | -          | -          | -                              | -                              | -                              | 0     | 0     |
| 1992-1993             | Tomori Berat              | Superliga             | -           | -           | -                     | -                     | -          | -          | -                              | -                              | -                              | 0     | 0     |
| 1993-1994             | Albpetrol Patos           | Superliga             | -           | -           | -                     | -                     | -          | -          | C2                             | 2                              | 0                              | 2     | 0     |
| 1994-1995             | Tomori Berat              | Superliga             | -           | -           | -                     | -                     | -          | -          | -                              | -                              | -                              | 0     | 0     |
| 1995-1996             | Korotan Prevalje          | Prva Liga             | 28          | 2           | -                     | -                     | -          | -          | -                              | -                              | -                              | 28    | 2     |
| 1996-1997             | Korotan Prevalje          | Prva Liga             | 32          | 1           | -                     | -                     | -          | -          | -                              | -                              | -                              | 32    | 1     |
| 1997-1998             | Rudar Velenje             | Prva Liga             | 36          | 4           | -                     | -                     | -          | -          | -                              | -                              | -                              | 36    | 4     |
| 1998-1999             | Rudar Velenje             | Prva Liga             | 21          | 0           | -                     | -                     | -          | -          | C2                             | 4                              | 0                              | 25    | 0     |
| 1999-2000             | KRC Genk                  | Jupiler League        | 7           | 0           | -                     | -                     | 1          | 0          | C1                             | 1                              | 0                              | 9     | 0     |
| 2000-2001             | KSV Ingelmunster (prêt)   | Division 2            | 13          | 0           | 2                     | 1                     | -          | -          | -                              | -                              | -                              | 15    | 1     |
| 2001-2002             | Verbroedering Geel (prêt) | Division 2            | 19          | 3           | 3                     | 1                     | -          | -          | -                              | -                              | -                              | 22    | 4     |
| 2002-2003             | Heusden-Zolder SK (prêt)  | Division 2            | 31          | 1           | 1                     | 0                     | -          | -          | -                              | -                              | -                              | 32    | 1     |
| 2003-2004             | KFC Dessel Sport          | Division 2            | 23          | 2           | -                     | -                     | -          | -          | -                              | -                              | -                              | 23    | 2     |
| 2004-2005             | KVK Tirlemont             | Division 3            | 24          | 1           | 1                     | 0                     | -          | -          | -                              | -                              | -                              | 25    | 1     |
| 2005-2006             | KVK Tirlemont             | Division 3            | 27          | 2           | 1                     | 0                     | -          | -          | -                              | -                              | -                              | 28    | 2     |
| 2006-2007             | Hoogstraten VV            | Promotion             | 26          | 6           | 1                     | 0                     | -          | -          | -                              | -                              | -                              | 27    | 6     |
| 2007-2008             | Hoogstraten VV            | Promotion             | 23          | 1           | 3                     | 0                     | -          | -          | -                              | -                              | -                              | 26    | 1     |
| 2008-2009             | KFC Saint-Léonard         | Promotion             | 17          | 0           | 3                     | 1                     | -          | -          | -                              | -                              | -                              | 20    | 1     |
| Total sur la carrière | Total sur la carrière     | Total sur la carrière | 327         | 23          | 15                    | 3                     | 1          | 0          | -                              | 7                              | 0                              | 350   | 26    |